# Relations entre la Gambie et Taïwan
Les relations entre la Gambie et Taïwan désignent les relations internationales s'exerçant entre, d'une part, la république de Gambie, et de l'autre, la république de Chine.
En l'absence de relations diplomatiques officielles entre les deux États, ainsi que de l'établissement de bureaux de représentation entre eux, Taïwan est représenté auprès de la Gambie par l'intermédiaire du bureau de représentation de Taipei en Côte d'Ivoire.

## Relations diplomatiques
En 1960, les gouvernements de Taipei et de Pékin, pour le compte de la république de Chine et de la république populaire de Chine, ouvrent leur politique étrangère aux nouveaux États indépendants d'Afrique, chacun afin d'affirmer son statut et sa reconnaissance sur la scène internationale vis-à-vis de l'autre. Cette offensive diplomatique s'inscrit également dans un contexte de Guerre froide, celle de Taïwan étant vue dans le bloc de l'Ouest comme une lutte contre la montée du communisme.
Après de premiers contacts avec la colonie et protectorat de Gambie à partir de 1960, la république de Chine et la Gambie établissent des relations diplomatiques officielles le 12 novembre 1968, soit trois ans après l'indépendance de cette dernière.
Le 25 octobre 1971, la Gambie se prononce contre la résolution 2758 de l'Assemblée générale des Nations unies, qui sera néanmoins adoptée, actant l'intégration de la république populaire de Chine aux Nations unies aux dépens de la république de Chine.
Le 28 décembre 1974, elles seront finalement rompues au profit du gouvernement de la république populaire de Chine, la Gambie ayant reconnu cette dernière quatorze jours plus tôt.
Deux décennies plus tard, le 13 juillet 1995, les relations entre les deux États sont rétablies. Une ambassade est ainsi établie dès le 21 juillet en Gambie. En retour, une ambassade ouvre à Taïwan en juin 1996. Ce rétablissement des relations diplomatiques est la conséquence du coup d'État de 1994 en Gambie, le nouveau chef d'État Yahya Jammeh revoyant la politique étrangère gambienne et se rapprochant de plusieurs États asiatiques tels l'Arabie saoudite, l'Iran, l'Irak, et Taïwan.
Le 14 novembre 2013, le gouvernement gambien choisit de rompre ses relations diplomatiques avec celui de la république de Chine, dans l'« intérêt stratégique national ». Autant en 1996 qu'en 2013, ces revirements sont perçus comme des décisions personnelles et unilatérales du président Jammeh,. Cette rupture des relations avec les autorités de Taipei n'est pas suivie à court terme par des contacts officiels avec celles de Pékin, afin de ne pas froisser les relations transdétroit et le président taïwanais Ma Ying-jeou. Cette « trêve » sera rompue en 2016, avec la montée dans les intentions de vote à l'élection présidentielle taïwanaise pour le parti pro-indépendance du DPP, opposant au président sortant Ma.